# Natalie Wilkie
Natalie Wilkie (* 21. Januar 2001 in Salmon Arm, Kanada) ist eine kanadische Para-Ski-nordisch-Sportlerin, die in den Disziplinen Para-Langlauf und Para-Biathlon antritt.

## Leben
Wilkie begann im Alter von vier Jahren mit dem Training und dem Wettkampf im Langlauf für Nichtbehinderte und wuchs in der Nähe des Langlaufgebiets Larch Hills in der Nähe von Salmon Arm auf. Im Juni 2016 verlor Wilkie als Schülerin der neunten Klasse der Salmon Arm Secondary School vier Finger an ihrer linken Hand bei einem Unfall im Werkunterricht der Schule. Nur zwei Wochen nach dem Unfall nahm sie das Training wieder auf. Im November 2016 machte sie erstmals mit dem Para-Skilanglauf Bekanntschaft. Seither nimmt sie sowohl im paralympischen Langlauf mit einem Skistock als auch im Ski-Langlauf für Nichtbehinderte an Wettkämpfen teil.

## Karriere
Im Februar 2018 wurde Wilkie als jüngstes Mitglied in das kanadische Paralympische Team berufen. Bei den Paralympischen Winterspielen von PyeongChang 2018 gewann sie im Alter von 17 Jahren eine Goldmedaille beim klassischen 7,5-km-Lauf, eine Silbermedaille bei der 4 × 2,5-km-Mixed-Staffel und eine Bronzemedaille beim 1,5-km-Sprint klassisch.
Bei den Nordischen Para-Weltmeisterschaften 2019 in Prince George, Kanada, gewann Wilkie Silbermedaillen im 12,5-km-Langlauf und in der Gemischten Staffel. Beim World Para Nordic Skiing World Cup 2019 in Sapporo, der im März 2019 stattfand, gewann Wilkie eine Goldmedaille und eine Silbermedaille. Bei den Nordischen Para-Weltmeisterschaften 2023 in Östersund, Schweden, gewann sie drei Goldmedaillen und zwei Silbermedaillen.